# Ruth Almog
Ruth Almog (en hébreu : רות אלמוג) est une journaliste, auteure de livres pour la jeunesse et romancière israélienne née le 15 mai 1936 à Petah Tikva, en Palestine mandataire.

## Biographie
Ses deux parents Jacob et Miriam Lump sont originaires d'Allemagne et sont arrivés en Palestine en 1933. Ruth grandit dans la culture germanique de ses parents. Elle suit des études de littérature et de philosophie à l'université de Tel Aviv. Après ses études, elle enseigne aux facultés de philosophie et de cinéma de l'université de Tel Aviv.
Elle se marie en 1959 à l'écrivain Aharon Almog, lui aussi lauréat du prix Bialik. En 1967, Almog devient journaliste au supplément littéraire du quotidien Haaretz.
Elle publie son premier ouvrage, La nuit de grâce de Marguereta en 1969. Son ouvrage שורשי אוויר (Shorshei Avir, Racines de lumière) paru en 1987 a reçu le prix Brenner. En 2006, elle reçoit le prix Bialik. En 2011, elle reçoit le prix ACUM pour l'ensemble de sa carrière.